# Licínio Menênio Lanato
Licínio Menênio Lanato (em latim: Licinus Menenius Lanatus) foi um político da gente Menênia nos primeiros anos da República Romana eleito tribuno consular por quatro vezes, em 387, 380, 378 e 376 a.C..

## Primeiro tribunato consular (387 a.C.)
Em 387 a.C., foi eleito tribuno consular com Lúcio Papírio Cursor, Lúcio Valério Publícola, Lúcio Emílio Mamercino e Cneu Sérgio Fidenato Cosso.
Os tribunos da plebe responderam à questão do assentamento do Pântano Pontino, tomado dos volscos, e criaram quatro novas tribus, Stellatina, Tromentina, Sabatina e Arniense, elevando o número total de tribos a vinte e cinco.

## Segundo tribunato consular (380 a.C.)
Em 380 a.C., foi eleito, segundo os Fastos Capitolinos, com Caio Sulpício Pético, Sérvio Cornélio Maluginense, Lúcio Valério Publícola, Cneu Sérgio Fidenato Cosso, Lúcio Emílio Mamercino, Tibério Papírio Crasso, Lúcio Papírio Crasso (ou Mugilano) e Públio Valério Potito Publícola. Lívio nomeia seis cônsules para o ano: Lúcio e Públio Valério, o primeiro pela quinta vez e o segundo, pela terceira, Caio Sérgio, pela terceira vez, Licínio Menênio, pela segunda vez, e depois Públio Papírio e Sérvio Cornélio Maluginense.
O ano foi marcado pela disputa entre patrícios e plebeus sobre a questão dos cidadãos romanos caídos em escravidão por dívidas. Deste conflito se aproveitaram os prenestinos, que chegaram até a Porta Colina. Para tratar de derrotar o inimigo externo, mas ainda assim limitando os poderes dos tribunos da plebe, o Senado nomeou ditador Tito Quíncio Cincinato Capitolino, que levou os romanos à vitória.

## Terceiro tribunato consular (378 a.C.)
Em 378 a.C., foi eleito tribuno consular pela terceira vez, com Quinto Servílio Fidenato, Espúrio Fúrio Medulino, Marco Horácio Púlvilo, Públio Clélio Sículo e Lúcio Gegânio Macerino.
Enquanto, em Roma, patrícios e plebeus debatiam a questão de cidadãos romanos levados à escravidão por dívidas, os volscos iniciaram mais um raide em território romano.
Rapidamente foi organizada uma campanha militar e o exército foi dividido em dois: Espúrio Fúrio e Marco Horácio invadiram o território volsco ao longo da faixa costeira enquanto Quinto Servílio e Lúcio Gegânio lideraram o exército que expulsou os volscos do território romano. Porém, como os volscos se recusaram a dar-lhes combate, os romanos se limitaram ao saque do território volsco.

## Quarto mandato consular (376 a.C.)
Em 376 a.C., foi tribuno pela última vez, com Lúcio Papírio Crasso, Sérvio Cornélio Maluginense e Sérvio Sulpício Pretextato II.